# Мнишек, Ежи Филипп
Ежи Филипп Виндалин Мнишек (14 марта 1822 - 17 ноября 1881) - польско-украинский энтомолог, коллекционер. Граф королевства Галиции и Лодомерии во времена Российской империи. Потомок рода князей Вишневецких. Член Энтомологического общества Франции.

## Биография
Родился в Вишневецком дворце.
Отец - граф Кароль Филипп Вандалин Мнишек (1794–1844).
Мать - Элеонора из рода Цетнеров герба «Пшевора» (1798–1871).
Брат -  художник Анджей Ежи Мнишек (1823-1905).
Вместе со своим братом Анджеем в молодости начал собирать коллекцию волынских жуков и других экзотических видов, а также пополнял коллекцию художественных произведений своей семьи.
Давал первые уроки живописи брату Анджею.
В 1846 году вместе со своим братом унаследовал Вишневецкий дворец и окрестные земли.
Женившись в 1846 году в Висбадене на Анне Ганской (1830–1915), стал зятем Эвелины Ганской (1800–1881), жены Оноре де Бальзака. С писателем он познакомился в 1845 году в Дрездене. Несколько раз Ежи Мнишек финансово помогал О. де Бальзаку, писатель несколько раз бывал в Вишневецком дворце, называя его "малым Версалем".

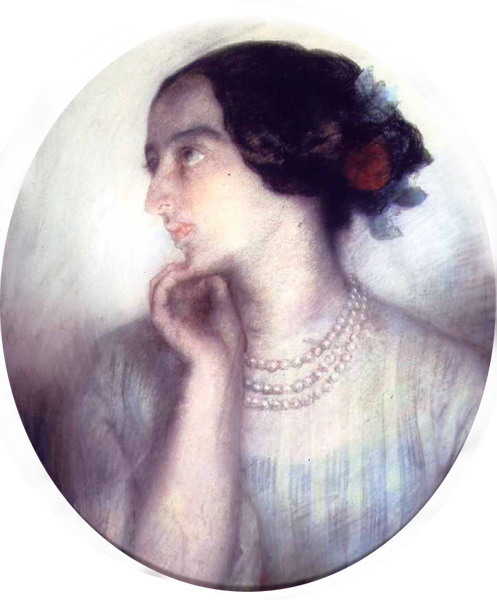
Жан Жигу. Портрет жены Анны Мнишек. 1853 год

3 ноября 1848 г. российским императором Николаем I было утверждено решение Государственного Совета о праве Кароля Филиппа Мнишека вместе с сыновьями Анджеем и Ежи носить в Российской империи титул графов королевства Галиции и Лодомерии.
В 1852 году Ежи с Анной, продав почти все владения жены в Российской империи (ныне территория Украины) ее дяде по матери Адаму Ржевускому, обосновались в Париже, рядом с  матерью Анны. Детей у пары не было.
В 1874 г в Париже на улице Бальзака Мнишек построил особняк. Архитектором здания является Эжен Монье.
В 1875 году после кровоизлияния в мозг перенес ишемический инсульт.
Приблизительно в 1880 году коллекция насекомых Ежи Мнишека была продана музею Deyrolle значительно ниже ее стоимости, за 60 000 франков.
Ежи Мнишек умер 17 ноября 1881 г. у себя дома в 8 округе Парижа в возрасте 59 лет. Похоронен на кладбище Пер-Лашез, участок 48, где позднее были похоронены теща (в 1882 году) и жена (в 1915 году).
Овдовев, Анна замуж больше не выходила.